# أدولف دانيال إلمر
أدولف دانيال إلمر (1870-1942) (بالإنجليزية: Adolph Daniel Edward Elmer)‏ هو عالم نبات أمريكي.